# أمية بن أبي الصلت
أمية بن أبي الصَّلْت الثقفي، ويقال له «أبو الحكم»، شاعر جاهلي ومن رؤساء ثقيف، اشتُهر بالحنيفية والتوحيد وكان من الدعاة إلى نبذ الأصنام وتوحيد الإله. كما أنه أحد شعراء ثقيف وشرفائها كما كان أبوه من قبله أحد زعماء ثقيف بالطائف.

## نسبه
هو أمية بن أبي الصلت عبد الله بن أبي ربيعة بن عوف بن عقدة بن عزة بن عوف بن ثقيف بن منبه بن بكر بن هوازن أبو عثمان. يُعتبر من فحولة شعراء ثقيف والعرب في العصر الجاهلي، ولد في الطائف، وأمه من قريش، وهي رُقية بنت عبد شمس بن عبد مناف، كان من النساك العرب الذين نبذوا عبادة الأوثان.

## حياته
نشأ بالطائف وكان مُحباً للسفر والترحال، فاتصل بالفُرس في اليمن وسمع منهم قصصهم وأخبارهم، ورحل إلى الشام في رحلات تجارية وقصد الكهان والقسيسين والأحبار وسمع وعظهم وأحاديثهم، وكان كثير الاطلاع على كتب الأديان والكتب القديمة فاطلع على التوراة والانجيل كما أنه كان كثير الاختلاف والتردد على الكنائس ورجال الدين، وكان مُهتماً بيوم البعث والحساب والجنة والنار فكان يكثر من ذكرها بأشعاره وأسجاعه، وكان أحد رؤوس الحنفاء في الجزيرة العربية المُنادين بتوحيد الخالق ونبذ الأوثان وما دون الله. والحنيفية قبل الإسلام كانت مدرسة ناشئة تجديدية تأثرت باليهودية والنصرانية وأدركت الوضع السيئ لحال العرب الديني الجاهلي، فالتجأت إلى التوحيد والأمر بالارتقاء العقلي والأخلاقي والثقافة والتعلم، غير أن الأحناف لم تكن لهم عقيدة معينة فكانوا يختلفون بآرائهم ويجتمعون على التوحيد ورقي التفكير، وأمية بن أبي الصلت يُعد أشهر هؤلاء الأحناف مع قس بن ساعدة وورقة بن نوفل وعثمان بن الحويرث، وغيرهم.

## أمية والإسلام
عايش أمية بن أبي الصلت ظهور دعوة النبي محمد، وقد جاءت الأخبار أنه التقاه وتحاور معه وسمع منه القرآن لكنه أبى أن يسلم، وفي المصادر الإسلامية أن أمية بن أبي الصلت منعه من الإسلام الحقد.
وروى الحافظ ابن عساكر عن الزهري أنه قال: قال أمية بن أبي الصلت:
قال: ثم خرج أمية بن أبي الصلت إلى البحرين، وتنبأ رسول الله صلى الله عليه وسلم، وأقام أمية بالبحرين ثماني سنين، ثم قدم الطائف فقال لهم: ما يقول محمد بن عبد الله؟ قالوا: يزعم أنه نبي هو الذي كنت تتمنى. قال: فخرج حتى قدم عليه مكة فلقيه فقال: يا ابن عبد المطلب ما هذا الذي تقول؟ قال: أقول إني رسول الله، وأن لا إله إلا هو. قال: إني أريد أن أكلمك فعدني غدا. قال: فموعدك غدا. قال: فتحب أن آتيك وحدي أو في جماعة من أصحابي، وتأتيني وحدك أو في جماعة من أصحابك؟
فقال رسول الله صلى الله عليه وسلم: أي ذلك شئت. قال: فإني آتيك في جماعة، فأت في جماعة. قال: فلما كان الغد غدا أمية في جماعة من قريش، قال: وغدا رسول الله صلى الله عليه وسلم معه نفر من أصحابه حتى جلسوا في ظل الكعبة.
قال: فبدأ أمية فخطب، ثم سجع، ثم أنشد الشعر، حتى إذا فرغ الشعر قال: أجبني يا ابن عبد المطلب فقال رسول الله صلى الله عليه وسلم: «بسم الله الرحمن الرحيم { يس * وَالْقُرْآنِ الْحَكِيمِ }». حتى إذا فرغ منها وثب أمية يجر رجليه قال: فتبعته قريش يقولون: ما تقول يا أمية؟ قال: أشهد أنه على الحق.
فقالوا: هل تتبعه؟
قال: حتى أنظر في أمره.
قال: ثم خرج أمية إلى الشام، وقدم رسول الله صلى الله عليه وسلم المدينة فلما قتل أهل بدر، قدم أمية من الشام حتى نزل بدرا، ثم ترحل يريد رسول الله صلى الله عليه وسلم فقال قائل: يا أبا الصلت ما تريد؟
قال: أريد محمدا.
قال: وما تصنع؟
قال: أؤمن به، وألقي إليه مقاليد هذا الأمر.
قال: أتدري من في القليب؟
قال: لا.
قال: فيه عتبة بن ربيعة، وشيبة بن ربيعة وهما ابنا خالك - وأمه ربيعة بنت عبد شمس - قال: فجدع أذني ناقته، وقطع ذنبها، ثم وقف على القليب يقول:
القصيدة إلى آخرها، كما سيأتي ذكرها بتمامها في قصة بدر إن شاء الله. ثم رجع إلى مكة والطائف وترك الإسلام.
ثم ذكر قصة الطيرين، وقصة وفاته، كما تقدم، وأنشد شعره عند الوفاة:
وقد تكلم الخطابي وغيره على غريب هذه الأحاديث.

## في الشعر
ديوان أمية بن أبي الصلت:
- آيات اللـه
- أبا مطر هلمّ
- أبو اليتامى
- أحلام صبيان
- أداحَيْتَ رجلَين
- أرونا مثل حرب
- أطول الماجدين يداً
- أعبد الرحمن ربي
- ألا إنَّ قلبي
- أنا الذائد
- أنابت لوجه اللـه
- أنت الجواد
- أنت الرأس
- أي فتى كصخر
- إذ أتى موهناً
- إذا آبَهَتْهُمْ
- إلـه العالمين
- ابن جدعان
- اقترب الموعد
- الثَّلَل
- الجهل والسؤال
- الحمد للـه
- الحمد للـه لا شريك لـه
- الحية والحاوي
- الخيط الأبيض والأسود
- الذليل
- الصفيَّ بن النبيتِ
- الطاعة
- العزّ والكرم
- العيش زائل
- المرأة والحوليُّ
- المصافح للمصافح
- المطعمون الطعام
- إلى الملك الأعلى
- بنينا طائفاً حصينا
- ثأر بن أبي يزن
- ثم لوط
- جدَّاكَ
- جلبنا النصح
- جهنم وعدن
- حكمة الخلق
- خالق السماوات والأرض
- خلائق عبد المدان
- خلق الفتى
- دار قومي
- دحوت البلاد
- دعانا النبي
- رب الحنيفة
- رب السماء
- ربيعة الخير
- رسل الإلـه
- سبحانه
- سد السبيل
- سفينة نوح
- شيمتك الحياء
- صنع اللـه
- طول الأناة
- طيب أياديكا
- عرفت الدار
- عصافير
- عطاؤك
- عند ذي العرش
- عينُ بكّى
- فإن تكن النوى شطت بسلمى
- فذاك الفتى
- فلاطها اللـه
- في الجنان
- قفرات الصلال
- قومي أيادٌ
- قومي ثقيف
- كأني أنا المطروق
- كان ذو القرنين مسلماً
- كانت لـهم جنة
- كرم بني الدّيان
- كن كالمجشر
- كيف تقفو؟
- لا تضيقن بالامور
- لـه نفيان
- لـهب الشواظ
- لقيت المهالك
- لك الحمد
- لولا وثاق اللـه
- لون الفرس
- مجدوا اللـه
- من يطمس اللـه عينيه
- مَأْرِبَ
- نحن ثقيف
- نفشت غنم
- نهراً جارياً
- هي القرار
- ولايوم الحساب
- ولكنها طاشت
- وللـه الميراث
- يا نفس
- ياليلةً
- يدعون بالويل
- يلومنني
- يوم الحساب

## وفاته
توفي بالسنة الخامسة من الهجرة 5 هـ / 626 م، ويروى أنه لما أتاه مرض الموت قال: «قد دنا أجلي، وهذه المرضة مني، وأنا أعلم أن الحنيفية حق، ولكن الشك يداخلني في محمد». فأغمي عليه وأفاق وأخذ يقول:

## وصلات خارجية
- ديوان أمية بن أبي الصلت.